# Meleoma stangei
Meleoma stangei is een insect uit de familie van de gaasvliegen (Chrysopidae), die tot de orde netvleugeligen (Neuroptera) behoort. 
Meleoma stangei is voor het eerst wetenschappelijk beschreven door Penny in 2006.